# Koralmtunnel
Der Koralmtunnel ist das Kernstück der in Bau befindlichen Koralmbahn zwischen Graz und Klagenfurt. Er durchquert als Basistunnel die Koralpe und verbindet den Bereich um Deutschlandsberg mit dem Lavanttal. Der Koralmtunnel soll die Fahrzeit von Personenfernzügen zwischen Graz und Klagenfurt von derzeit zwei Stunden und 50 Minuten (bzw. zwei Stunden mit dem Intercitybus) auf 45 Minuten verkürzen und den Bahngüterverkehr effizienter machen.
Er ist mit etwa 32,9 km Länge der längste Tunnel der Strecke, der längste Eisenbahntunnel Österreichs und der siebtlängste Eisenbahntunnel der Welt.
Der Rohbau wurde im Mai 2022 fertiggestellt. Die erste offizielle Zugfahrt durch den Tunnel erfolgte am 12. Juni 2023. Der reguläre Betrieb soll am 14. Dezember 2025 beginnen.

## Allgemeines
Die Koralmbahn zwischen Graz und Klagenfurt stellt ein maßgebliches Teilstück der baltisch-adriatischen Achse. Mit dieser neuen Eisenbahn-Hochleistungsverbindung werden neue Kapazitäten und deutlich verbesserte Voraussetzungen für Personen- und Bahngüterverkehr geschaffen.
Der Koralmtunnel als Kernstück der 130 km langen Eisenbahn-Hochleistungsstrecke Koralmbahn ist fast 32,9 km lang, hat zwei einspurige Tunnelröhren und alle 500 m Querschläge. Die maximale Überlagerung beträgt 1200 m. In der Tunnelmitte befindet sich eine Nothaltestelle. Der Achsabstand der beiden Tunnelröhren beträgt rund 40 m, im Bereich der Nothaltestelle 50 m.

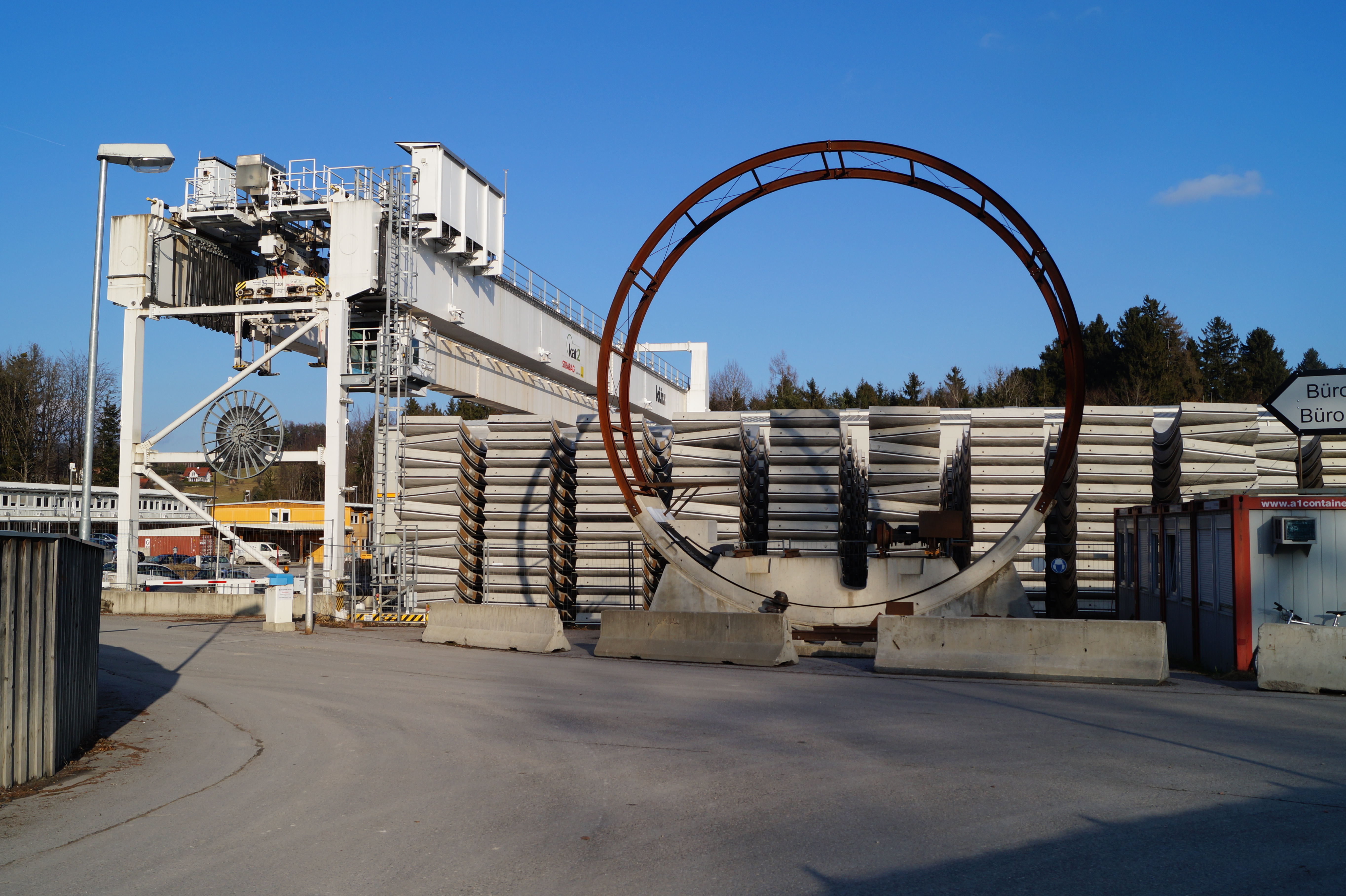
Tübbingwerk an der Baustelle des Koralmtunnels bei Deutschlandsberg-Leibenfeld

Nachdem in einem mehrphasigen Erkundungsprogramm ca. 130 Erkundungsbohrungen mit insgesamt ca. 21.000 lfm durchgeführt wurden, wurde zur Vorbereitung der letzten Behördenverfahren und der Ausschreibungen 2003 ein insgesamt 10 km langes Erkundungstunnelsystem, bestehend aus vier Baulosen bei Leibenfeld und Paierdorf begonnen. Die Erkundungstunnel Leibenfeld, Mitterpichling und Paierdorf sowie die Erkundungsschächte Leibenfeld und Paierdorf sind zwischenzeitlich erfolgreich abgeschlossen.
Der Spatenstich für das erste Baulos des Koralmtunnels am Ostportal (KAT1) fand am 20. März 2009 statt. Die Arbeiten am zweiten Baulos (KAT2) begannen im Jänner 2011 und die Arbeiten am dritten Baulos (KAT3) im November 2013.
Die ÖBB-Infrastruktur AG unterhält in der Nähe der Baustellen Leibenfeld (KAT2) und Mitterpichling (KAT3) Besucherinformationszentren – sogenannte Infoboxen – und ermöglicht auch Besichtigungen der Tunnelbaustelle.

## Bauphase
Am 21. Mai 2010 wurde der Tunnel des Bauloses KAT 1, mit 2,3 km Tunnel und 3,2 km freier Strecke, der kürzeste Abschnitt der drei Tunnelbaulose, angeschlagen.
Zeitgleich kündigte das österreichische Infrastrukturministerium eine erneute Evaluierung aller großen österreichischen Infrastrukturprojekte an. Bei einem politischen Gipfeltreffen am Ostportal des Koralmtunnels am 25. Juni 2010 wurde schlussendlich die Finanzierung zugesichert, am 12. Oktober 2010 wurde das mit etwa 20 km größte Tunnelbaulos KAT 2 vergeben. Dies gilt als „Point of no return“ für den Koralmtunnel.
Die Bauarbeiten für das Tunnelbaulos KAT2 begannen mit Jänner 2011. Im Mai 2012 erfolgte der erste Tunneldurchschlag zwischen den beiden Baulosen KAT1 und KAT2. Im Jänner 2013 erfolgte das offizielle Andrehen der 1. Tunnelvortriebsmaschine auf steirischer Seite und im November 2013 starteten die Bauarbeiten am dritten und letzten Koralmtunnelbaulos KAT3 von Kärntner Seite aus. Am 14. August 2018 erfolgte der Koralmtunnel-Durchschlag in der Südröhre, der finale Durchschlag der Nordröhre erfolgte am 17. Juni 2020.
Der Rohbau wurde im Mai 2022 abgeschlossen. Nachdem die Gleise bis Frühjahr 2023 eingebaut wurden, konnte im Juni 2023 erstmals zu Demonstrationszwecken ein Personenzug den Tunnel durchqueren.
Im nächsten Schritt müssen die technischen Anlagen für den Erschütterungsschutz, den Lärmschutz, die Tunnelsicherheit, die Kommunikationseinrichtungen, die Signalisierung und elektronische Stellwerke, sowie die Deckenstromschiene eingebaut werden. Der Einbau der Deckenstromschiene begann im März 2024.

## Die Koralmbahn
→ Hauptartikel: Koralmbahn
Durch die im Jahr 2004 erfolgte Erweiterung der Europäischen Union rückt das Transitland Österreich von seiner EU-Randgebietslage ab und festigt innerhalb der EU seinen Stand als wichtiges Verbindungsglied mit den Ländern Südost- und Osteuropas.
Innerhalb der Transeuropäischen Netze (TEN-T) wurde die Koralmstrecke ab 2014 als Teil des Baltisch-Adriatischen Kernnetz-Korridors zum prioritären Netz der EU, welche Polen, Tschechien und die Slowakei mit dem Raum Wien, Südösterreich, Oberitalien und den adriatischen Häfen verknüpft. Seit 2024 wurden auch die Tauernbahn, die Pyhrnbahn mit Fortsetzungen nach Slowenien zum Teil des erweiterten TEN-Kernnetzes.
In Österreich werden ab 2000 entlang dieses Bahnkorridors große Anstrengungen zur Erhöhung der Infrastrukturparameter (z. B. Geschwindigkeit, Achslast, Zugslänge, Lichtraumprofil, ETCS) unternommen. Durch den nahezu vollständigen Neubau der ca. 130 km langen Koralmbahn zwischen Graz und Klagenfurt wird hier auch die Vekehrskapazität des Schienennetzes erweitert. Es entstehen verbesserte Voraussetzungen für den Bahngüterverkehr, die Fahrzeiten im Personenverkehr werden durch das Projekt massiv verkürzt und damit die bahnseitigen Erreichbarkeiten im Süden Österreichs verbessert.

## Der Koralmtunnel

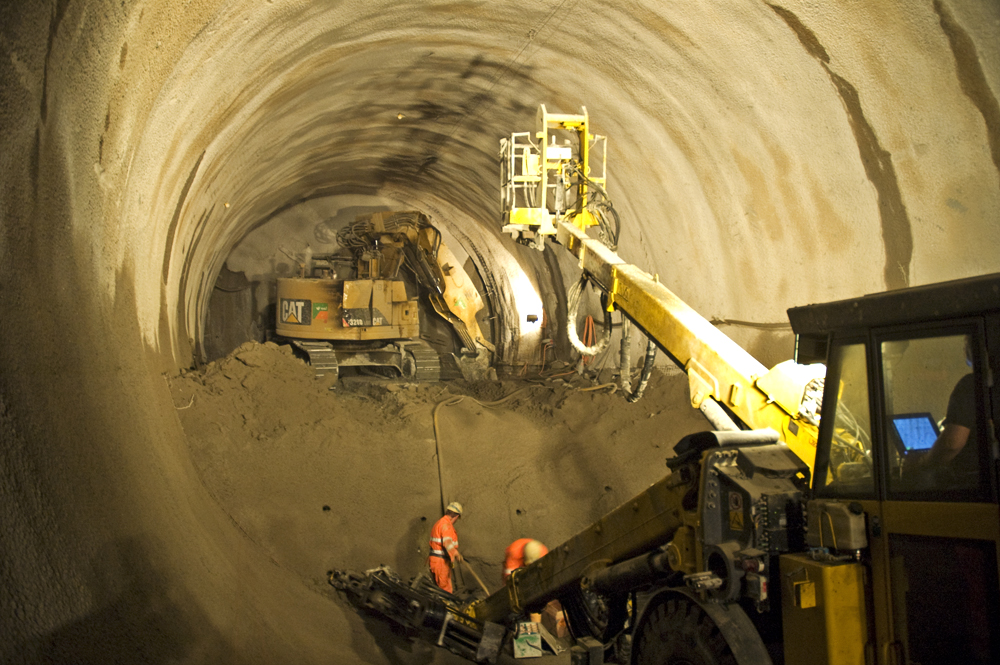
Koralmtunnel Baulos KAT 1 – Zyklischer Vortrieb

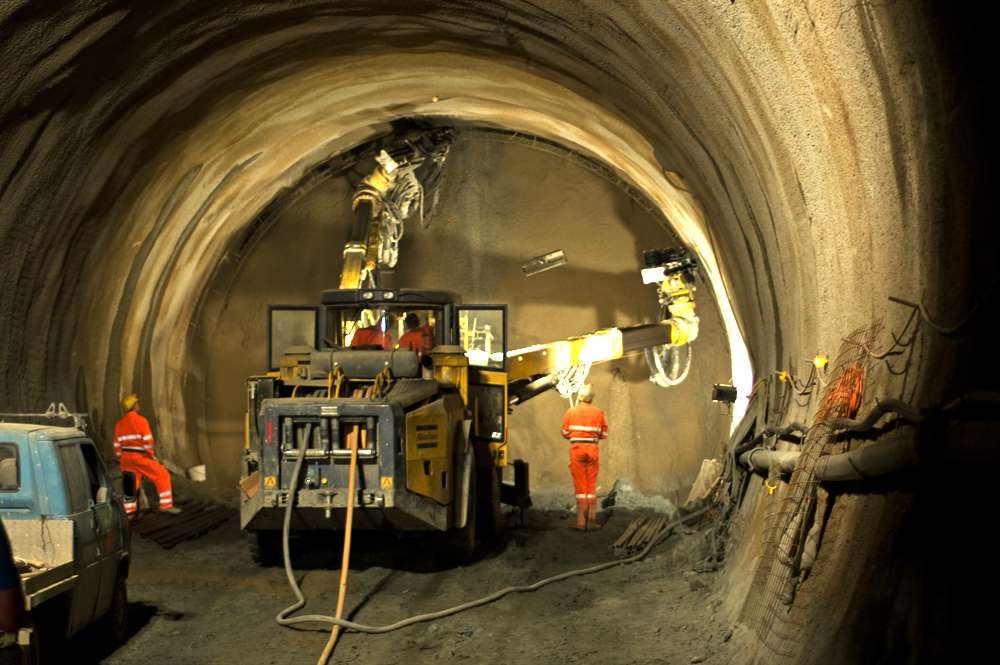
Koralmtunnel Baulos KAT 1 – Bohrlöcher bohren

### Kurzporträt
- Ausführung: 2 Einspurröhren
- Achsabstand der Tunnelröhren: 40 m;[1] im Bereich der Nothaltestelle 50 m; anlagebedingt in den portalnahen Bereichen geringer
- Innenradius der fertigen Tunnelröhren: 3,95 m[1]
- Ausbruchsfläche: 82 m² je Tunnelröhre
- Querschläge: alle 500 m[1] (dienen im Störfall als Fluchtwege in die sichere Röhre)
- Nothaltestelle: Tunnelmitte (in diesem Bereich 50 m Achsabstand zwischen den beiden Röhren)
- Gesamtlänge: 32,893 km (Südröhre) bzw. 32,860 km (Nordröhre)
- Max. Überlagerung: 1.200 m
- Zuluftschächte: Leibenfeld und Paierdorf

Der Tunnel weist längs ein Dachprofil auf. Vom Hochpunkt, rund 18 km vom Ostportal entfernt, fällt die Gradiente mit 5,44 Promille Richtung Osten bzw. 3,00 Promille Richtung Westen ab.

### Im Detail
Der zweiröhrige Koralmtunnel stellt mit einer Länge von rund 32,9 km und maximalen Überlagerungen von rd. 1.200 m das Kernstück der neuen Hochleistungsstrecke zwischen Graz und Klagenfurt dar. Er durchquert in den portalnahen Bereichen neogene, feinklastische Sedimente sowie im Zentralteil das polymetamorphe Gebirgsmassiv der Koralpe, bestehend aus Abfolgen von Gneis und Glimmerschiefer mit untergeordneten Marmoren, Amphiboliten und Eklogiten.
Die beiden Tunnelröhren, die nach mehrphasigen Querschnittsoptimierungen unter Berücksichtigung bahntechnischer und aerodynamischer Anforderungen in der Regel einen Innenradius von 3,95 m aufweisen, verlaufen mit einem Achsabstand von rund 40 m und sind alle 500 m über Querschläge miteinander verbunden. Die Querschläge dienen im Störfall als Fluchtwege in die zweite, sichere Röhre und beinhalten auch Räume für die bahntechnische Ausrüstung. Anlagebedingt liegt in den portalnahen Bereichen ein geringerer Achsabstand vor. Im Zentralteil des Koralmtunnels wurde der Achsabstand auf rund 50 m vergrößert, um Platz für eine zwischen den Streckenröhren situierte, 2× ca. 400 m lange Nothaltestelle zu ermöglichen. Die Nothaltestelle befindet sich etwa in Tunnelmitte und bildet einen Bereich zusätzlich erhöhten Sicherheitsniveaus im Störfall. Auf Grundlage umfangreicher betrieblicher sowie erhaltungs- und sicherheitstechnischer Untersuchungen wurde auf die Ausführung einer Überleitstelle in der ersten Errichtungsphase verzichtet, wodurch ein sicherheits- und lüftungstechnisch einfaches Tunnelsystem geschaffen werden konnte.
Über die zwei Zuluftschächte Leibenfeld (rund 60 m tief) und Paierdorf (rund 120 m tief) kann im Instandhaltungs- und Störfall in das Tunnelsystem Luft eingebracht werden.
Der Vortrieb des Haupttunnels erfolgt in drei wesentlichen Bauabschnitten:
1. Baulos KAT 1 vom Ostportal bei Frauental bis in den Bereich Leibenfeld
2. Baulos KAT 2 vom Leibenfeld bis zum Durchschlag zu den Baulosen KAT 1 und KAT 3
3. Baulos KAT 3 vom Westportal bis zum Durchschlag mit dem Baulos KAT 2

In den Bereichen zwischen dem Ostportal und dem Leibenfeld, in der Nothaltestelle und den Querschlägen sowie im Bereich der Südröhre des Bauloses KAT 3 ist zyklischer Vortrieb vorgesehen, die sonstigen Bereiche werden im kontinuierlichen Vortrieb mit Schildmaschinen aufgefahren.

### Meilensteine
- 1995 (Planungsübertragung HL-AG): Planungsbeginn
- 1997: Beginn Trassenauswahlverfahren
- 1999: Beginn Bauausführung
- Dezember 2008: Baubeginn Baulos Koralmtunnel 1 (KAT 1)
- Frühjahr 2010: Beginn bergmännischer Vortrieb KAT 1
- Frühjahr 2010: Baubeginn Frachtenbahnhof Klagenfurt
- September 2010: Baubeginn Bahnhof Kühnsdorf
- Jänner 2011: Baubeginn Baulos Koralmtunnel 2 (KAT 2)
- Juli 2011: Fertigstellung Bauschacht Leibenfeld (KAT 2)
- Mai 2012: Durchschlag Südröhre (KAT 1 – KAT 2)
- August 2012: Durchschlag Nordröhre (KAT 1 – KAT 2)
- Jänner 2013: Beginn kontinuierlicher Vortrieb KAT 2 (Andrehen der TBM Mauli 1 Südröhre)[18]
- Oktober 2013: Erstes Baulos (KAT 1) ist abgeschlossen[19]
- November 2013: Baubeginn Baulos Koralmtunnel 3 (KAT 3)
- Oktober 2015: Andrehen der letzten Tunnelbohrmaschine bei KAT3
- Oktober 2015: Baubeginn der Nothaltestelle im Koralmtunnel[8]
- 14. August 2018: Tunneldurchschlag in der Südröhre des Koralmtunnels[20]
- 17. Juni 2020: Tunneldurchschlag in der Nordröhre des Koralmtunnels[21]
- 12. Juni 2023: Erste offizielle Zugfahrt durch den Tunnel[22][23]

## Projektstatus
Aufbauend auf den Ergebnissen der Korridoruntersuchungen für die Koralmbahn wurde im Jahr 1998 mit den ersten Grobplanungen und geologisch-geotechnischen Bearbeitungen im Trassenkorridor des Koralmtunnels begonnen. Die Trassenauswahl wurde im Jahr 2001 abgeschlossen. Insbesondere für die Trassenführung im Zentralteil der Koralpe wurde frühzeitig ein Weg gefunden, tunnelbautechnisch schwierige und risikobehaftete Bereiche möglichst zu vermeiden.
Die Umweltverträglichkeitsprüfung (UVP) für den 44,2 km langen Abschnitt Wettmannstätten – St. Andrä der Koralmbahn, in dem auch der Koralmtunnel liegt, wurde mit positivem Ergebnis 2003 beendet. Die Baugrunderkundung erfolgte in einem mehrphasigen Prozess mit dem Ziel, einen, sich jeweils von Projektphase zu Projektphase vertiefenden, dreidimensionalen konsistenten Kenntnisstand zu erlangen. Der darin eingeschlagene Weg einer klar untergliederten, mehrstufigen Vorgehensweise, bei der der Kenntnisstand angepasst an die jeweils erforderlichen Projekt- und Behördenverfahren schrittweise vertieft wird, erlaubte eine effiziente und strukturierte Erlangung eines umfangreichen Kenntnisstandes über die erwartbaren Baugrundverhältnisse.
Im Zuge der Tiefenerkundung wurden in Summe 133 Kernbohrungen mit ca. 21.000 lfm und maximalen Teufen von 1.200 m abgeteuft. Bohrverfahren wurden gezielt für die spezifischen Verhältnisse und Erkundungsziele des Koralmtunnels weiterentwickelt, ebenso wurden umfangreiche Weiter- und Neuentwicklungen bei geophysikalischen Erkundungsverfahren durch das Projekt Koralmtunnel initiiert.
Als Teil dieses stufenweise vertiefenden Erkundungsprogramms erfolgte im Jahr 2003 auch der Baubeginn eines insgesamt etwa 10 km langen Systems von Erkundungstunneln und -schächten, die insbesondere der Erlangung detaillierter geologisch-hydrogeologischer Erkenntnisse als Grundlage für die Ausschreibungen der Hauptvortriebe dienen. Die letzten noch laufenden Vortriebsarbeiten beim Erkundungstunnel Paierdorf wurden im Frühjahr 2010 abgeschlossen.
Für den Koralmtunnel wurde Ende 2007 die eisenbahnrechtliche Baugenehmigung erlangt, der Baubeginn für das erste Baulos am Koralmtunnel (KAT 1) erfolgte im Dezember 2008. Das Baulos KAT 2 wurde Mitte Oktober 2010 vergeben. Die Bauarbeiten am Baulos KAT 3 starteten im November 2013. Das Baulos KAT 1 wurde im Oktober 2013 planmäßig fertiggestellt. Der Abschluss der Vortriebsarbeiten am Koralmtunnel erfolgte im Juni 2020.
Als Fertigstellungstermin war ursprünglich das Jahr 2020 vorgesehen,
nunmehr soll der Tunnel und die Koralmbahn am 14. Dezember 2025 in Betrieb genommen werden.

### Technik
Zur Energieversorgung der Züge soll eine Deckenstromschiene zum Einsatz kommen. Für den Betrieb mit 250 km/h wurde inzwischen eine entsprechende Zulassung beantragt.
Als Zugbeeinflussungssystem ist ETCS geplant. Dabei soll, erstmals in Österreich, auch die Betriebsart Reversing eingeführt werden.

## Rettungskonzept
Während der Bauphase werden das gesamte Baupersonal, Subunternehmer und Besucher mit aktiven RFID-Tags ausgestattet. Diese erlauben eine genaue Überwachung der Personenzahl innerhalb des Tunnelbereichs in Echtzeit. Die Tags arbeiten mit einer Reichweite von mehr als 100 Metern. Damit werden alle Personen im Tunnel erkannt, einschließlich solcher, die mit bis zu 20 km/h im Tunnel fahren, oder später innerhalb des Tunnels mit Waggons transportiert werden. Spezielle Portale am Tunneleingang erkennen die Personen, und bei einem Gefahrenfall werden auf einem Feuerwehrleitstand die Zahl und Position der zu evakuierenden Personen angezeigt.

## Kritik
Kritiker lehnen das Projekt wegen seiner Kosten ab. In den Tageszeitungen Die Presse und Kurier wurde 2010 die Meinung kolportiert, die Koralmbahn könnte inklusive der Finanzierungskosten mehr als 10 Mrd. Euro kosten. Ebenso wurde kritisiert, dass die österreichische Südbahn nicht Teil der von der EU favorisierten Verkehrswege (TEN) sei, und sich die EU somit nicht an der Finanzierung beteiligen würde. Dieser Kritik wurde vom Bundesministerium für Verkehr im Zuge der Beantwortung einer parlamentarischen Anfrage jedoch widersprochen; die Koralmbahn ist lediglich nicht als vorrangiges Projekt gereiht, wurde aber bereits aus TEN-Mitteln gefördert. Weiters wurde argumentiert, dass der Koralmtunnel ohne den Semmering-Basistunnel sinnlos sei; dessen Bau in Ausführung ist und dessen Inbetriebnahme von den ÖBB bis zum Jahr 2030 geplant.

## Korruption
Die Wirtschafts- und Korruptionsstaatsanwaltschaft hat im Jänner 2020 Anklage gegen 25 Personen wegen Bestechung, gegen Geber und Nehmer, im Zuge des Baus erhoben. Die Verfahren gegen 14 Personen endeten mit einer Diversion. Drei Mitarbeiter eines Bauunternehmens wurden 2021 wegen Vorteilszuwendung zu 180 Tagessätzen Geldstrafe verurteilt, da sie jahrelang Beamte des Landes und der Polizei mit Gutscheinen, Weinflaschen und Ähnlichem beschenkt hatten.